# Ioannis Loungitsas
Ioannis Loungitsas (in greco Ιωάννης Λουγκιτσας?; fl. XX secolo) è stato un maratoneta greco.
Partecipò alla maratona dei Giochi olimpici di Saint Louis 1904 ma non riuscì a completarla.